# CKEM
CKEM（Compact Kinetic Energy Missile、小型運動エネルギーミサイル）とは、米ロッキード・マーティン社がアメリカ合衆国陸軍のために開発していた超音速対戦車ミサイルであり、近代運動エネルギー兵器の一種。
2009年、他のフューチャー・コンバット・システム計画（FCS計画）関連アイテムと共に計画はキャンセルされた。

## 概要
CKEMは爆発反応装甲とAPS（アクティブ防護システム）を打ち破るよう設計されている。また、今あるミサイルシステムより小さく軽くなるよう予定されている。CKEMは基本的に陸上車輌と低空用の航空機に装備できる対戦車兵器である。
弾頭部に炸薬を持たず、APFSDS弾のようにタングステン合金や劣化ウラン合金製の弾頭が高速で目標に直撃する運動エネルギーでこれを撃破する。
米国のAMCOM（陸軍航空ミサイルコマンド）が陸軍のFCS計画の一部として本計画を推進した。これらFCS計画の兵器の目的は、次世代のための最先端システムを広く示すことであった。本計画は、1981年のVought HVM（Vought Hyper-Velocity Missile、ヴォート超高速ミサイル）や1990年代のLOSATミサイルから連なり、1999年から開始された3代目の運動エネルギーミサイル開発プロジェクトに当たる。CKEMはLOSATと比較し、全長は2.85mから1.5m、重量77kgから45kgと、半分近くまで小型化されているが、最大射程は4km以上から10kmに、最高飛翔速度は1,500m/sから2,200m/sへと大幅に向上している。

## 主要目標

### 致死性の増強
- 現在の戦力に未来型の戦闘能力を与える
- 戦車砲よりさらに5km長い射程の長距離火力
- 複数のプラットフォームに簡単に搭載可能とする
- すべての新型装甲を撃破する
- 強固な掩蔽壕、要塞、都市建築物を撃破する

### 生残性の向上
- 射程は脅威となる装甲に有効ながら、視線外スタンドオフを越えるものとする
- 撃ち放し（ファイア・アンド・フォアゲット）機能に準じる
- 受動的に目標を捕らえて誘導される。[2]

## 要目
- 全長: 約1.5m（60インチ）
- 推進部: 固形燃料ロケット
- 弾頭部: 運動エネルギー型貫通弾頭（APFSDS）
- 最大射程: 10km
- 最大重量: 約45kg（100ポンド）
- 最高速度: マッハ6.5（約2,200m/s）以上
- 貫通体重量：4kg前後
- 貫通体エネルギー: 約10MJ（APFSDSで約3MJ）

## 計画の進展状況
- 2003年10月- 米ロッキードマーティン社が、2,130万米ドルでCKEM計画の先進技術実証（Advanced Technology Demonstration、ATD）期分の契約を結ぶ.[3]。
- 2006年9月 - CKEMが鉄筋建造物への飛翔誘導実験に成功した。[4]。
- 2007年2月 - CKEMは、爆発反応装甲を装着したT-72戦車へ3400mの距離から誘導する実験に成功した。この実験は米国、フロリダ州のエグリン空軍基地で行なわれた[4]。